# مارلینای قاتل در چهار پرده
مارلینای قاتل در چهار پرده  یک فیلم درام به کارگردانی مولی سوریا است. این فیلم برای رقابت در بخش موازی دو هفته کارگردانان هفتادمین جشنواره فیلم کن انتخاب شد.